# 客棧

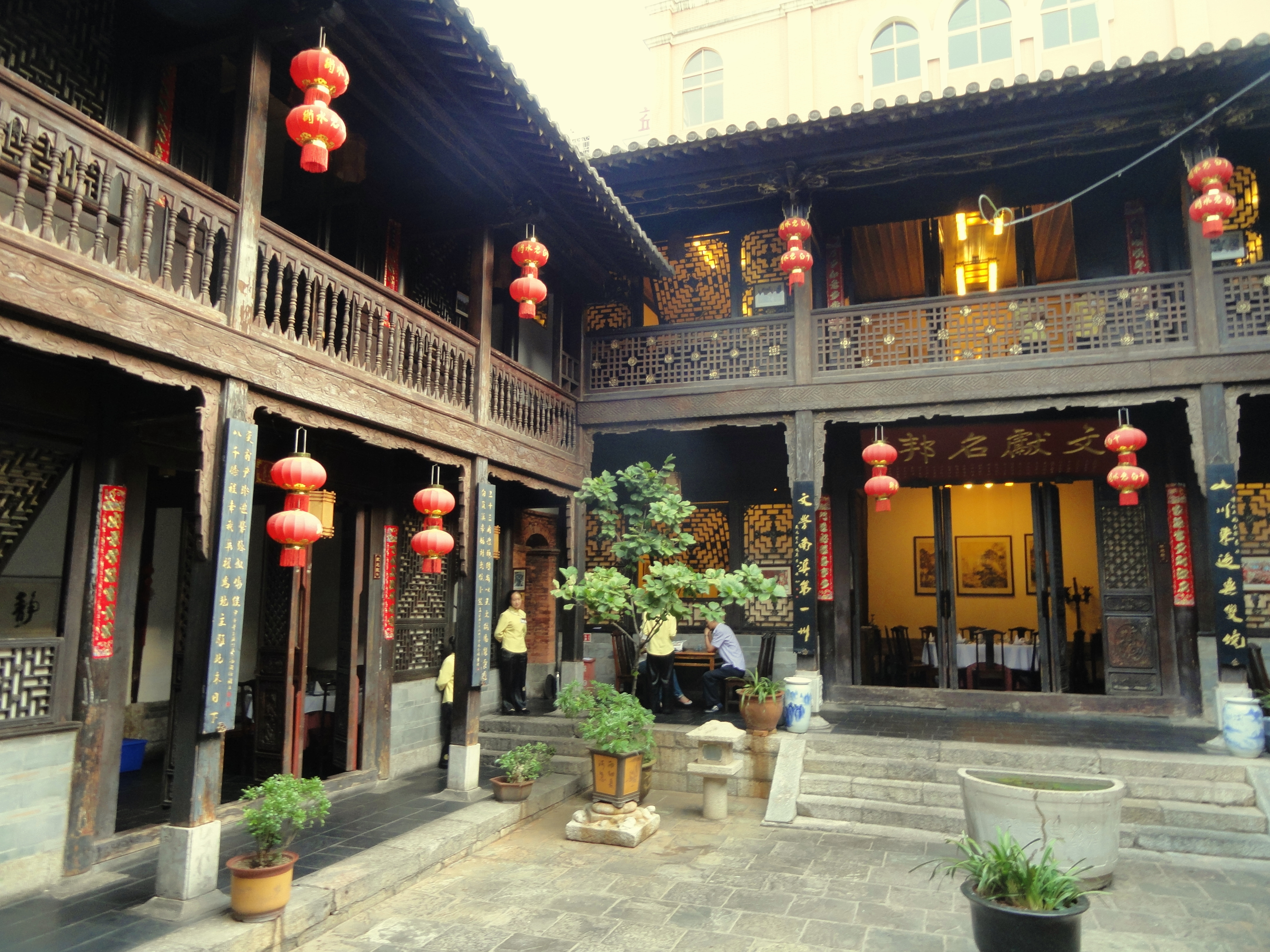
雲南昆明的仿古客棧

客棧為古代旅店的稱號，是為了滿足人們外出郊遊或遠行的需要而出現的。

## 歷史

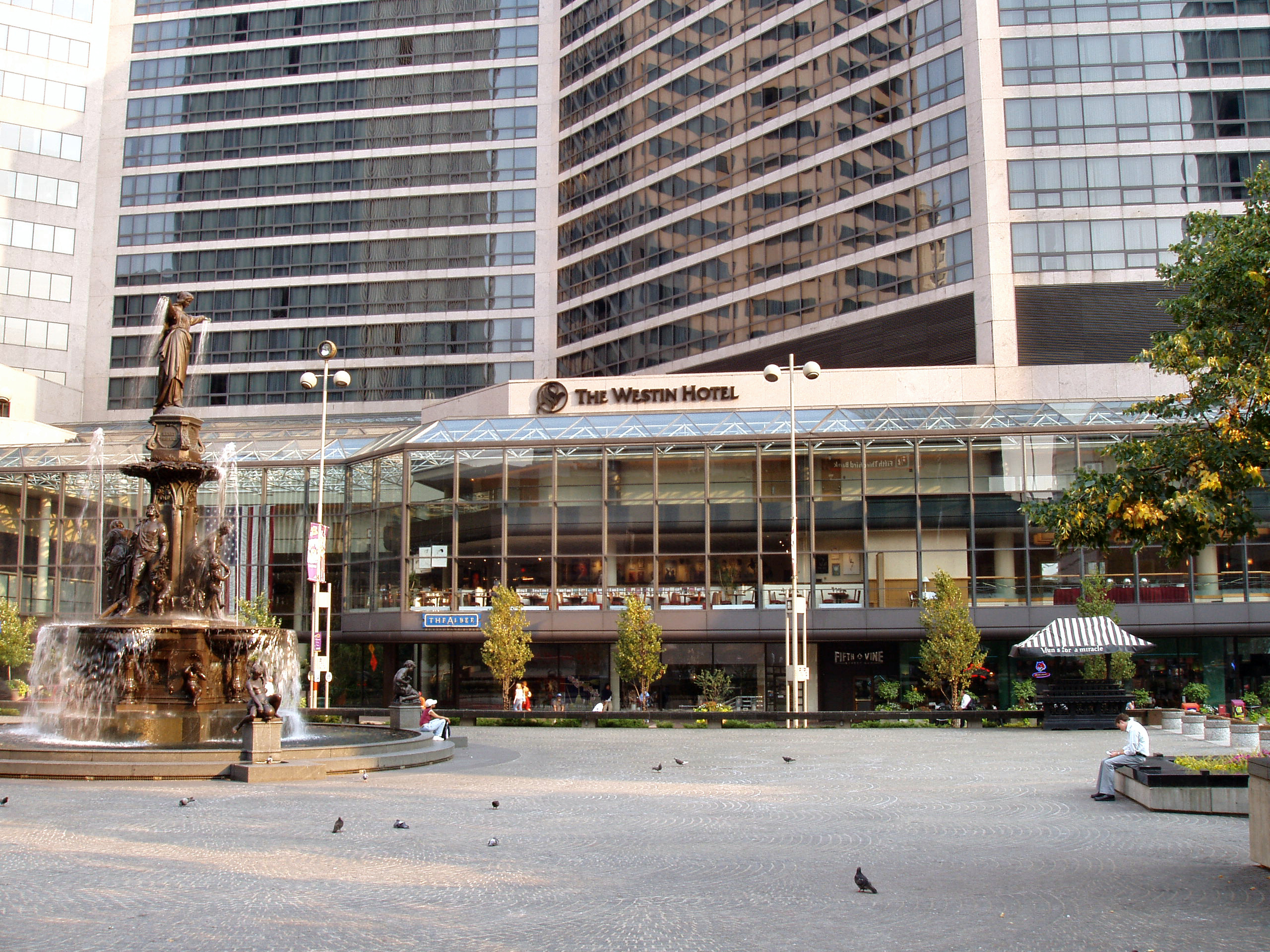
美国俄亥俄州辛辛那提的威斯汀酒店

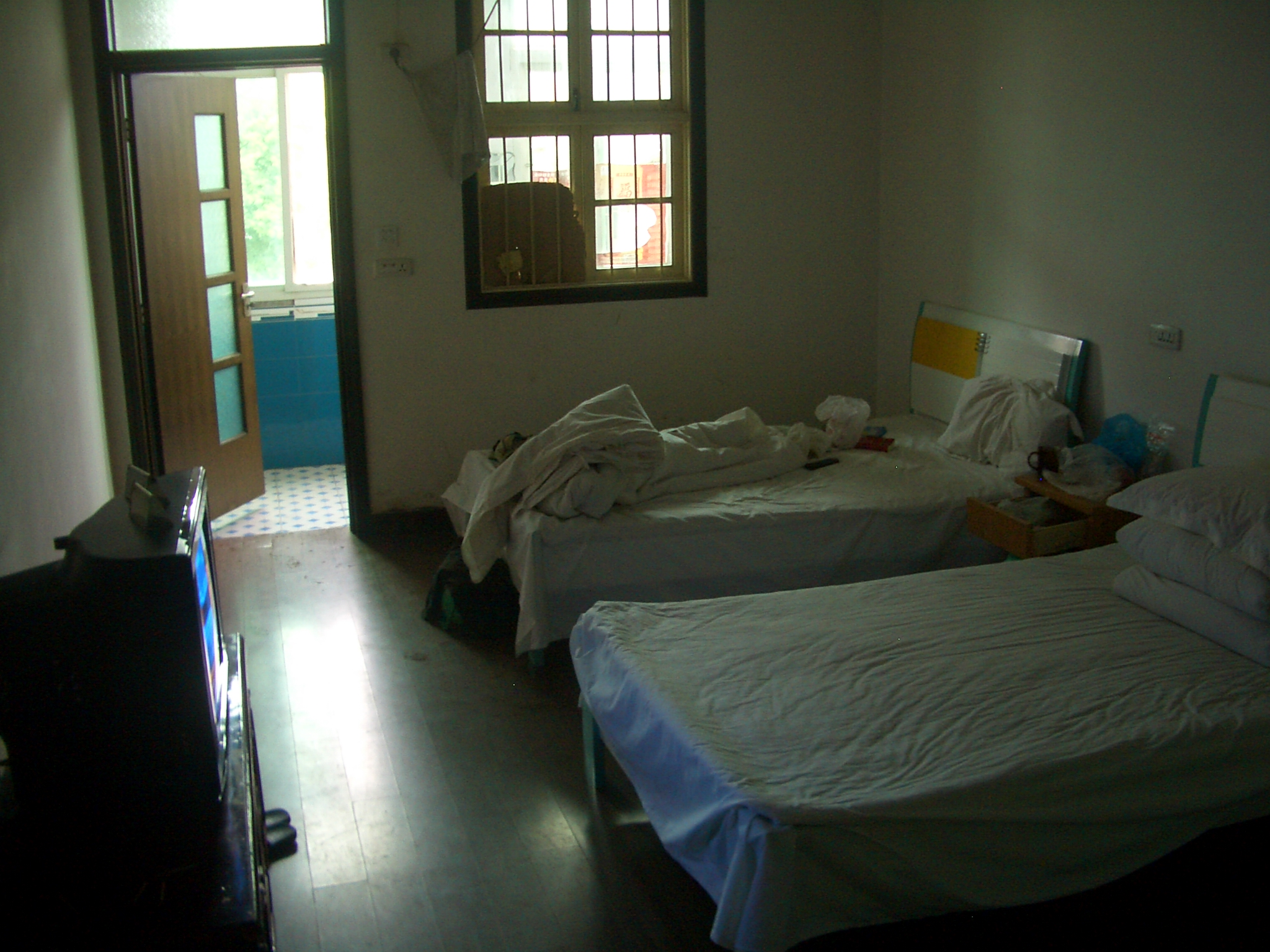
湖北省黃石市陽新縣一帶流行的招待所；內部房間。

自古以來，人們在出外遠行時便會找地方投宿，而提供這些地方供人暫住的就稱為客棧。在中世紀後期，因為商業貿易日益蓬勃，遠行貿易的商人越來越多，而至世界各地傳教的傳教士、朝拜的信眾、與別國進行交涉的外交官員、傳遞信件的郵差的數量亦不斷增多，客棧的數量隨之而增。因為當時人們遠行主要是靠步行或是乘馬車，因此，客棧主要出現於道路或驛站旁。
初時，客棧只供應基本的食宿，讓旅客可以有落腳的地點，並沒有提供消遣服務。到了大航海時代，客棧的規模開始擴大，部分客棧已能提供30多間客房，並設有酒窖、食品室及廚房，滿足客人更多的需求。而且環境亦開始改善，在客棧旁設有花園及草坪，內裡設有宴會廳和舞廳，邁向現代化。
不過不論怎樣變化，客棧的建築大多為原木（木材）建築，這是客棧在人們心目中的一個鮮明形像。但整體來說，古時的客棧聲譽很差，往往被人們認為是為了糊口謀生的人才幹的低級行業。客棧內亦不安全，常常有不法之事發生，如搶劫、打架、聚賭等。至近代，客棧開始被集團式經營的酒店取代，因為現代化的酒店擁有很高的服務質素和住宿環境，古老的客棧已無法與之競爭，並從此在歷史的長河裡消失。

## 延伸
現在客棧一詞已由現實的東西轉為聚腳地的代名詞，現在網路上的聊天室或討論區亦有稱為客棧的，例如維基百科的互助客棧。
另外，越南語至今仍然把「旅店」稱為「客棧」（khách sạn （页面存档备份，存于））。

## 電影中的客棧
客棧在人們心目裡有著一種古樸的形象，因此很多古裝戲均會設有客棧的場景，以增添古代的感覺，較為著名的是《龍門客棧》這部電影，基本上全套戲的情節都是圍繞著龍門客棧進行，讓人有置身古代的感覺。

## 遊戲中的客棧
客棧往往亦會被遊戲製作者製成養成類的遊戲，讓主角扮演一個古代的客棧掌櫃，並僱用一些電腦角色或其他玩家為店小二，慢慢經營並發展，從而變為聞名全國的商人，較著名的例子有《仙劍客棧》。